# Loriots 60. Geburtstag
Loriots 60. Geburtstag ist eine deutsche Fernsehsendung, die von Radio Bremen und dem Süddeutschen Rundfunk produziert und am 12. November 1983, dem 60. Geburtstag von Vicco von Bülow alias Loriot, im Deutschen Fernsehen ausgestrahlt wurde. Loriot schrieb selbst das Drehbuch und führte Regie. Es war die erste von insgesamt vier Geburtstagssendungen Loriots.

## Inhalt

### Originalbeiträge
Die Sendung beginnt mit einem von einem Streichquartett vorgetragenen Geburtstagslied. Daraufhin beginnt Dr. Günther Wieblinger, Koordinator der deutschsprachigen europäischen Fernsehanstalten, mit einer Rede, wird jedoch unterbrochen. Das wiederholt sich im Laufe der Sendung noch dreimal.
Die Moderatorin Marlies Hagen, gespielt von Evelyn Hamann, erscheint und stellt die Frage „Wer ist Loriot?“, woraufhin ein Zusammenschnitt aus Sketchen gezeigt wird, der Loriot in verschiedenen Rollen zeigt. Danach beginnt ein Interview zwischen der Moderatorin und Loriot, das die gesamte Sendung durchzieht und das von mehreren Filmbeiträgen unterbrochen wird, die bereits in früheren Sendungen von Loriot zu sehen waren. In dem Interview erfährt der Zuschauer unter anderem, dass der auf dem Sofa sitzende und immer etwas kühl wirkende Loriot eigentlich nur eine Rolle ist, die der Jubilar nicht besonders gern spiele. In Wirklichkeit heiße er nicht von Bülow, wie immer von der Presse behauptet werde, sondern Blühmel. „Loriot“ sei der französische Name für den Vogel Blühmel, im Volksmund auch Pirol genannt.
Bruno W. Pannek, ein Kleindarsteller aus Loriots Sendereihe Loriot, gratuliert mit einem Gedicht. Kurz darauf kommt es zu einer Gesprächsrunde mit Pannek sowie Heinz Meier, Heiner Schmidt, Ingeborg Heydorn und Rudolf Kowalski, die alle mehrere Auftritte in Loriots Sketchen hatten. Auf Hagens Frage, ob es nicht bei den Dreharbeiten sehr komisch zugegangen sei, reagieren die Gäste mit betretenem Schweigen. Hagen regt daraufhin an, die Gelegenheit zu einer Diskussion zur Rolle von Humor und Satire im Fernsehen zu führen. Meier redet nur von seinem neuen Engagement in einer sechsteiligen Serie, die vollständig ohne Komik auskomme. Schmidt fordert erst eine Definition von Komik und Lachen, bevor man weiterdiskutieren könne. Pannek betont, dass er gerne lache, wenn es passt, nur um dann an einer vollkommen unpassenden Stelle laut loszulachen. Kowalski versucht, seine Sicht auf das von Schmidt erwähnte Zitat „Ernst ist das Leben, heiter ist die Kunst“ aus Schillers Wallenstein vorzubringen, verzettelt sich dabei aber. Der bereits angetrunkene Loriot antwortet auf Hagens Frage nach seiner Definition von Humor und Komik: „Ich bin dafür. Muss aber auch nicht sein.“
Es erscheint ein Kinderchor und singt dem Jubilar zwei Ständchen. Daraufhin wird ein großer Korb mit Geburtstagtelegrammen hereingetragen, in dem sich aber nur ein einziges Telegramm des Aufnahmeleiters befindet, der im Namen des Ersten Fernsehprogramms gratuliert.
Die Sendung endet in einem großen Finale. Der betrunkene Loriot wird auf eine Showbühne geführt, wo ihn schon ein antiker Chor erwartet, der in einer Showkulisse im griechisch-römischen Stil steht. Gemeinsam mit Politikern der im Bundestag vertretenen Parteien sowie den Intendanten der deutschen Fernsehanstalten singt der Chor ihm ein Geburtstagslied. Loriot betritt einen Fahrstuhl, der ihn in den Olymp befördert. Dort wird ihm ein Lorbeerkranz aufgesetzt. Der Fahrstuhl bewegt sich weiter nach oben, sodass am Ende nur noch Loriots Beine zu sehen sind, die von der Decke hängen. Die Ziffer 6 der großen goldenen 60, die an der Kulisse angebracht ist, dreht sich daraufhin um, sodass nun die Zahl 90 zu sehen ist.
Es folgt der Abspann. Nach dessen Ende kündigt die Fernsehansagerin Herdis Zernial die Aufführung des Finales der Sendung an den folgenden runden Geburtstagen Loriots an. Die Veranstaltungsorte werden dabei immer exotischer, am 100. Geburtstag soll es in der Großen Halle des Volkes in Peking und am 110. im Mondkrater Copernicus gezeigt werden.

### Sketchwiederholungen
Die im Laufe der Sendung gezeigten Filmbeiträge stammen aus Loriots Sendungen Cartoon, Loriots Telecabinet und Loriot sowie aus seinen Arbeiten für das Magazin Report Baden-Baden. Nur der Sketch Flötenkonzert war erstmals zu sehen. Er war ursprünglich für Loriot VI produziert, aus dramaturgischen Gründen sowie aufgrund begrenzter Sendezeit aber nicht ausgestrahlt worden. Die folgenden Sketche sind in der angegebenen Reihenfolge zu sehen:
1. Salamo-Konzert (Loriot VI)
2. Bananenschale (Loriot I)
3. Flugessen (Loriot V)
4. Die Nudel (Loriot III)
5. Schmeckt’s? (Loriot II)
6. Benimmschule (Telecabinet)
7. Liebe im Büro (Loriot III)
8. Skat (Loriot IV)
9. Flötenkonzert
10. Der Astronaut (Cartoon 18)
11. Gespräch mit der Queen (Telecabinet)
12. Der K 2000 (Report)
13. Zimmerverwüstung (Loriot II)
14. Die Steinlaus (Loriot II)
15. Englische Ansage (Loriot IV)
16. Mutters Klavier (Loriot V)

## Produktion und Veröffentlichung
Die Sendung wurde gemeinsam vom Süddeutschen Rundfunk und Radio Bremen produziert. Für erstere hatte Loriot die Sendung Cartoon moderiert, letztere hatte schon die Sendereihe Loriot produziert. Die im Finale auftretenden Tänzerinnen waren Mitglieder einer Ballettgruppe des Bremer Theaters am Goetheplatz, der Gesang stammte von einem Chor aus Oyten. Er war bereits vorher aufgezeichnet worden, die in der Sendung zu sehenden Statisten bewegten nur zum Playback ihren Mund. Im Finale zu hören war der Große Festmarsch von Richard Wagner, eine Auftragsarbeit zum 100. Geburtstag der USA. Loriot, ein großer Wagner-Fan, hatte in einem anderen Fall Skrupel gezeigt, ein Werk des von ihm geschätzten Komponisten für seine Komik zu verwenden. Den Festmarsch hielten er und sein Freund und Mitarbeiter Stefan Lukschy aber für so misslungen, dass es diesmal zu keinen Gewissensbissen kam.
Die Sendung wurde an Vicco von Bülows 60. Geburtstag, dem 12. November 1983, im Deutschen Fernsehen (heute: Das Erste) ausgestrahlt. Im selben Jahr erschien sie auf VHS. In der ebenfalls von Radio Bremen produzierten und im Ersten ausgestrahlten Sendung Loriots 65. Geburtstag aus dem Jahr 1988 wurde das Finale noch einmal gezeigt.
Im Jahr 1997 ordnete Loriot sein Fernsehwerk neu und machte aus den sechs originalen Loriot-Folgen sowie anderem Material vierzehn 25-minütige Folgen. Die achte Folge mit dem Titel Der 60. Geburtstag besteht aus Teilen der Sendung Loriots 60. Geburtstag. Enthalten sind eine gekürzte Version des Zusammenschnitts Wer ist Loriot?, Teile des Interviews, der Sketch Benimmschule, die Gesprächsrunde sowie das Finale. Die Sendung wurde am 10. Juni 1997 im Ersten ausgestrahlt.
Der Text der von Rudolf Kowalski vorgetragenen Ansichten zu „Des Ernstes Kunst“ erschien in mehreren Sammelwerken. Er leitet zum einen den 1993 zu Loriots 70. Geburtstag erschienenen Ausstellungskatalog ein, zum anderen ist er Teil des Kapitels Lyrik in Loriots Gesammelter Prosa.

## Bildtonträger
- Loriots 60. Geburtstag. Warner Home Video, Hamburg 1983, VHS (komplett).
- Loriot – Sein großes Sketch-Archiv. Warner Home Video, Hamburg 2001, DVD Nr. 3 (Loriot 8).
- Loriot – Die vollständige Fernseh-Edition. Warner Home Video, Hamburg 2007, DVD Nr. 2 (ohne Sketchwiederholungen).